# أعراض شبيهة بالإنفلونزا

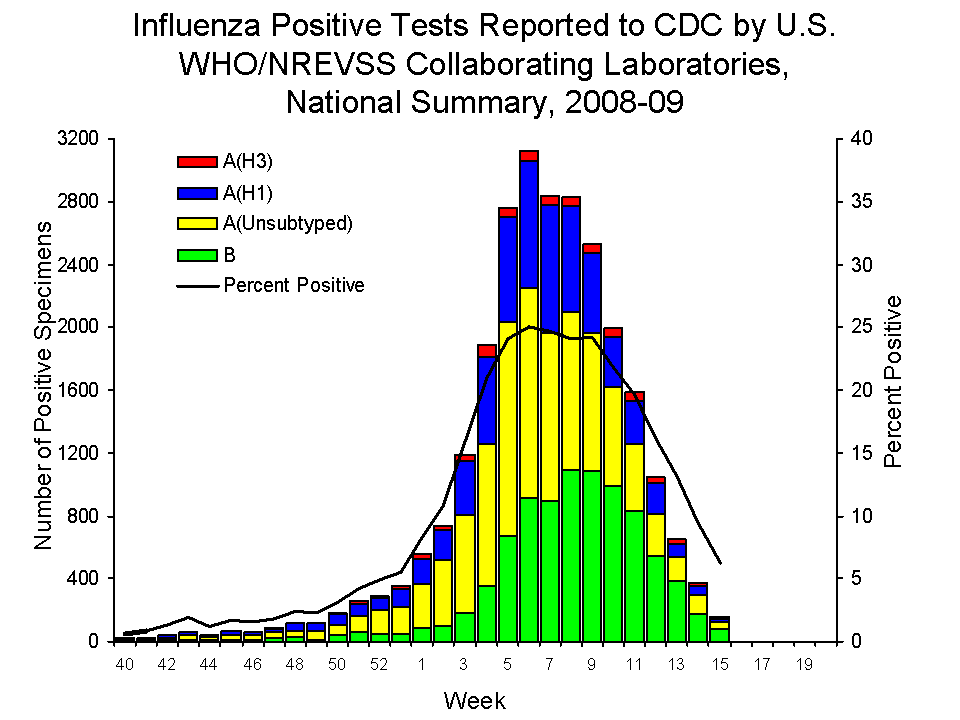
نسبة اختبارات الإنفلونزا الإيجابية خلال موسم الإنفلونزا الأخيرة.

تعرف الأمراض الشبيهة بالإنفلونزا أيضًا بأمراض «عدوى الجهاز التنفسي الحادة» acute respiratory infection (ARI). ومتلازمة الأعراض الشبيهة بالإنفلونزا هي تشخيص لنزلة وافدة محتملة أو أي مرض آخر قد يسبب مجموعة من الأعراض. في هذا السياق يشار غالبًا للعدوى التنفسية الحادة بالأعراض الشبيهة بالإنفلونزا.
تشمل الأعراض غالبًا الحمى، سعال، توعك، نفضان، فقدان الشهية، آلام في الجسم وغثيان، وترتبط هذه الأعراض بظهور مرض مفاجئ. في معظم الحالات، تظهر هذه الأعراض بسبب السيتوكين الذي يطلقه الجهاز المناعي. وبالتالي تكون غير محددة نسبياً.
أما الأسباب الشائعة لمتلازمة الأعراض الشبيهة بالإنفلونزا فتتضمن الزكام والنزلة الوافدة، والتي تكون أقل شيوعاً لكنها أشد من نزلات البرد. أما الأسباب الأقل شيوعاً فتشمل التأثيرات الجانبية للعديد من الأدوية وأعراض أمراض أخرى.

## المسببات
تختلف أسباب الأمراض الشبيهة بالإنفلونزا من أمراض حميدة ذاتية محدودة كالفيروس الأنفي، التهاب المعدة والأمعاء والنزلة الوافدة، وتصل إلى الأمراض الحادة والخطيرة والتي قد تهدد الحياة أحياناً كالإنتان والتهاب السحايا وابيضاض الدم.

### الإنفلونزا
من الناحية التقنية، فإن أي تشخيص يتم من خلال فحص سريري للإنفلونزا يكون تشخيص للأمراض الشبيهة بالإنفلونزا وليس للإنفلونزا. وهذا التمييز لا يسبب قلقاً كبيراً بغض النظر عن سبب المرض، لأن معظم حالات الأمراض الشبيهة تكون خفيفة ومحدودة ذاتياً. علاوة على ذلك، فإنه باستثناء فترات ذروة انتشار الإنفلونزا، لا تكون الإنفلونزا هي المسبب للأعراض الشبيهة. الأمراض ذات الأعراض الشبيهة بالإنفلونزا شائعة: في الولايات المتحدة معدل إصابة الشخص البالغ بأعراض شبيهة بالإنفلونزا تكون 1-3 مرات سنوياً والمعدل لدى الأطفال هو 3-6 مرات.
تخضع الإنفلونزا البشرية لمراقبة سريرية من خلال شبكة عالمية تضم أكثر من 110 مركز وطني للإنفلونزا. تحصل هذه المراكز على عينات من المرضى الذي يشخصون بأعراض شبيهة، وتفحص العينات للتأكد من وجود فيروس الإنفلونزا. لا يخضع المرضى جميعهم لهذه الفحوصات، ولا يتم الإبلاغ عن نتائج جميع الفحوصات التي تجرى. يتم اختيار عينات الفحص بناءً على شدة الأعراض الشبيهة بالإنفلونزا، ويتم ذلك في العيادات والمختبرات المشاركة. يوجد في الولايات المتحدة برنامج مراقبة عام، وبرنامج مراقبة للحدود وبرنامج مراقبة للمستشفيات، وكلها مكرسة للعثور على حالات تفشي الإنفلونزا. في معظم السنوات، وجد أن معظم العينات المفحوصة لم تتضمن فيروس الإنفلونزا. في الولايات المتحدة، في موسم الإنفلونزا الذي يمتد من 9 إلى 18 نيسان (إبريل)، تم فحص 183839 عينة تم الإبلاغ عنها في مراكز مكافحة الأمراض واتقائها، ووجد منها 25925 حالة إنفلونزا، أي بنسبة 14.1%. وتصل الحالات الإيجابية بأقصى نسبة إلى 25% تكون نسب الزيادة الإيجابية مع وقوع عدوى، وتصل الذروة في موسم الإنفلونزا. أثناء فترة الوباء، يكون 60-70% من الأشخاص الذين يعانون من أعراض شبيهة بالإنفلونزا مصابون بالإنفلونزا فعلياً.
تكون العينات عينات الجهاز التنفسي، ويتم جمعها من قبل طبيب أو ممرضة أو مساعد، وترسل إلى مختبر المستشفى للفحص المبدئي. ثمة طرق عديدة لجمع العينات من الجهاز التنفسي، اعتماداً على متطلبات المختبر الذي سيفحص العينة. وقد يتم الحصول على العينة من الأنف ببساطة عن طريق مسحه بقطعة جافة من القطن.

### مسببات أخرى
تشمل قائمة الأمراض المعدية المتسببة عن متلازمة الأعراض الشبيهة بالإنفلونزا الملاريا، فيروس نقص المناعة البشرية الحاد، داء الكلب، داء لايم، التهاب الكبد الفيروسي ج، الحلأ البسيط، التهاب العضلة القلبية،  حمى Q، حمى الضنك،  شلل الأطفال، وغيرها.
قد تسبب الأدوية أعراض شبيهة بالإنفلونزا بما في ذلك المنتجات الطبية البيولوجية كإنتوفيورن أو الجسم المضاد وحيد النسيلة. كما أنه من الشائع أن يتسبب العلاج الكيميائي بأعراض شبيهة بالإنفلونزا بما في ذلك بيسفوسفونات أو كاسبوفنجين أو الليفاميزول.. وقد تنتج الأعراض الشبيهة بالإنفلونزا عن لقاح الإنفلونزا أو لقاحات أخرى وبسبب الأعراض الانسحابية عند المدمنين.

## التشخيص
الأمراض ذات الأعراض الشبيهة بالإنفلونزا هي أمراض غير محددة في الجهاز التنفسي وتتميز بوجود حمى وإعياء وسعال وأعراض أخرى والتي تتوقف عادة في غضون أيام. معظم الأمراض ذات الأعراض الشبيهة بالإنفلونزا لا تسببها الإنفلونزا لكن تسببها فيروسات أخرى كالفيروسات الأنفية والفيروس المخلوي التنفسي والفيروسات الغذائية وفيروس نظير الإنفلونزا. ومن الأسباب الأقل شيوعاً البكتيريا كالفلقية والكلاميديا الرئوية. قد يستخدم الأطباء الذين يشخصون الأعراض الشبيهة بالإنفلونزا باستخدام أكثر من طريقة تشخيص كاستخدام بيانات المريض الوبائية والسريرية والفحص المخبري والتصوير الشعاعي.
أثناء وباء إنفلونزا الخنازير 2009، تم الإبلاغ عن آلاف الحالات التي تظهر فيها أعراض شبيهة بالإنفلونزا والمشتبه بكونها إنفلونزا الخنازير. معظم تلك البلاغات كانت إنذارات كاذبة. لا يتطلب التشخيص التفريقي لإنفلونزا الخنازير المحتملة وجود أعراض فحسب، بل وجود احتمالية كبيرة للإصابة بالمرض بناءً على السجل المرضي للشخص. أثناء تفشي مرض إنفلونزا الخنازير في الولايات المتحدة عام 2009، نصح مركز السيطرة على الأمراض الأطباء بالنظر إلى عدوى إنفلونزا الخنازير باتباع التشخيص التفريقي بين المرضى الذين يعانون من أمراض الجهاز التنفسي الحادة والذين كانوا على اتصال بأشخاص تأكدت إصابتهم أو ممن تواجدوا في الولايات الخمس التي أبلغ فيها عن حالات إنفلونزا الخنازير في المكسيك خلال الـ 7 أيام التي سبقت بداية مرضهم. إذا أكّد التشخيص وجود إنفلونزا الخنازير، فإن الأمر يتطلب فحصاً مخبرياً لعينة من الجهاز التنفسي (عينة بسيطة من الأنف ومسحة من الحلق).

### في حالات نادرة
إذا كانت لدى شخص أعراض شبيهة بالإنفلونزا وكان لديه تاريخ يشير إلى تعرضه أو وجوده في بيئة فيها خطر التعرض لمرض الجمرة الخبيثة فإن التشخيص التفريقي يتطلب من الطبيب التمييز بين أعراض شبيهة الإنفلونزا والجمرة الخبيثة. من المسببات النادرة الأخرى مرض ابيضاض الدم وحمى دخان المعادن.